# Wola Goryńska
Wola Goryńska (prononciation : [ˈvɔla ɡɔˈrɨɲska]) est un village polonais de la gmina de Jastrzębia dans le powiat de Radom de la voïvodie de Mazovie dans le centre-est de la Pologne.
Il se situe à environ 18 km au nord de Radom (siège du powiat) et à 76 km au sud de Varsovie (capitale de la Pologne).
Le village compte approximativement une population de 250 habitants.

## Histoire
De 1975 à 1998, le village appartenait administrativement à la voïvodie de Radom.